# Primera C 2025 (Argentina)
La Primera C 2025 è la 93ª edizione del campionato argentino di calcio di quarta divisione riservato alle squadre direttamente affiliate alla AFA. Il torneo, che ha preso avvio il 7 marzo 2025 e si concluderà nel dicembre dello stesso anno, vede la partecipazione di 27 squadre.

## Stagione

### Novità
Con l'annullamento della disaffiliazione del Deportivo Paraguayo (arrivato ultimo in classifica nella precedente edizione del torneo e successivamente riammesso al campionato con decisione della AFA), il numero delle squadre partecipanti a questa edizione del torneo di Primera C è aumentato a 27. Ad aggregarsi al campionato in questa stagione sono 3 squadre:
- Camioneros (vincitore del Torneo Apertura del Torneo Promocional Amateur 2024 - prima partecipazione nella categoria)
- Estrella del Sur (vincitore del Torneo Clausura del Torneo Promocional Amateur 2024 - prima partecipazione nella categoria)
- Cañuelas (retrocessa dalla Primera B 2024 - ultima partecipazione nella stagione 2020)

L'11 febbraio 2025 la AFA ha deciso per la sospensione dell'affiliazione dalla federazione calcistica argentina del El Porvenir (provvedimento poi confermato il 14 febbraio 2025). La decisione è stata presa dalla AFA per bloccare il tentativo del Municipio di Lanús (guidato da Julián Álvarez) di ottenere il controllo della squadra, ingerenza politica non ammessa dalla federazione, nonché a seguito delle numerose minacce di morte subite dal presidente della squadra, Enrique Merelas.. A seguito della sospensione, la squadra si vede impossibilitata a partecipare a qualunque torneo sotto egida AFA, quindi anche il campionato di Primera C 2025. Il successivo 13 marzo 2025, la stessa AFA ha annullato la disaffiliazione della squadra, reintegrandola a pieno titolo nella AFA dopo l'accordo stipulato tra le autorità cittadine e la squadra per risolvere il conflitto.

### Formato
Le 27 squadre partecipanti sono state divise in due zonas, una di 13 squadre e l'altra di 14. Ogni squadra affronta le proprie avversarie di zona in un girone di andata e ritorno, al termine dei quali le prime due squadre di ogni zona si affrontano in una finale in gara unica e in campo neutro per determinare la squadra campione della Primera C 2025, che ottiene contemporaneamente la promozione in Primera B.
Per determinare la seconda squadra promossa in Primera B viene disputato un Torneo reducido ad eliminazione diretta, a cui partecipano le squadre classificatesi tra la 2ª e la 7ª posizione di ogni zona nonché la squadra uscita sconfitta dalla finale del campionato. La squadra vincitrice del Torneo reducido ottiene la seconda promozione in Primera B.
Non essendoci una divisione calcistica (riservata alle squadre direttamente affiliate alla AFA) inferiore alla Primera C, non è prevista alcuna retrocessione. Tuttavia, le due squadre ultime classificate in ogni zona disputano uno spareggio, in cui la squadra sconfitta subisce la disaffiliazione dalla AFA nella stagione successiva (non potendo disputare alcun torneo sotto egida AFA).

### Qualifica allaCopa Argentina2026
Ottengono la qualificazione alla Copa Argentina 2026 le due squadre classificate per la finale del campionato, la squadra vincitrice del Torneo reducido per la seconda promozione, nonché la squadra vincitrice di un secondo Torneo reducido a cui partecipano le squadre escluse dal Torneo reducido per la seconda promozione e la squadra vincitrice dello spareggio disaffiliazione.

## Squadre partecipanti
| Club                | Città             | Stadio                            |
| ------------------- | ----------------- | --------------------------------- |
| Argentino (R)       | Rosario           | Stadio José Martín Olaeta         |
| Atlas               | General Rodríguez | Stadio Ricardo Puga               |
| Berazategui         | Berazategui       | Stadio Norman Lee                 |
| Camioneros          | 9 de Abril        | Stadio Hugo Moyano                |
| Cañuelas            | Cañuelas          | Stadio Jorge Arin                 |
| Central Ballester   | José León Suárez  | Predio Cacique                    |
| Central Córdoba (R) | Rosario           | Stadio Gabino Sosa                |
| Centro Español      | Villa Sarmiento   | Stadio Carlos Alberto Sacaan      |
| Claypole            | Claypole          | Stadio Rodolfo Capocasa           |
| Def. de Cambaceres  | Ensenada          | Stadio 12 de Octubre              |
| Dep. Español        | Buenos Aires      | Stadio Nueva España               |
| Dep. Paraguayo      | Buenos Aires      | Stadio Juan Antonio Arias         |
| El Porvenir         | Gerli             | Stadio Gildo Francisco Ghersinich |
| Estrella del Sur    | Alejandro Korn    | Stadio Claudio Tapia              |
| Gen. Lamadrid       | Buenos Aires      | Stadio Ciudad de Libertad         |
| Ituzaingó           | Ituzaingó         | Stadio Carlos Alberto Sacaan      |
| J.J. de Urquiza     | Loma Hermosa      | Stadio Ramón Roque Martín         |
| Juventud Unida (SM) | San Miguel        | Stadio Ciudad de San Miguel       |
| Leandro N. Alem     | General Rodríguez | Stadio Leandro N. Alem            |
| Atl. Lugano         | Tapiales          | Stadio José María Moraños         |
| Luján               | Luján             | Stadio 1° de Abril                |
| Mercedes            | Mercedes          | Stadio Liga Mercedina             |
| Muñiz               | Muñiz             | Stadio Ciudad de San Miguel       |
| Puerto Nuevo        | Campana           | Stadio Rubén Carlos Vallejos      |
| Sp. Barracas        | Buenos Aires      | Stadio Nuevo Francisco Urbano     |
| Victoriano Arenas   | Valentín Alsina   | Stadio Saturnino Moure            |
| Yupanqui            | Ciudad Evita      | Stadio Yupanqui                   |

## Zona A
Dati aggiornati al 19 agosto 2025.

### ClassificaZona A
| Pos | Squadra             | Pt | G  | V  | N  | P  | GF | GS | DR  |
| --- | ------------------- | -- | -- | -- | -- | -- | -- | -- | --- |
| 1.  | Ituzaingó           | 41 | 20 | 12 | 5  | 3  | 24 | 11 | 13  |
| 2.  | Central Córdoba (R) | 38 | 21 | 11 | 5  | 5  | 33 | 18 | 15  |
| 3.  | Berazategui         | 37 | 20 | 11 | 4  | 5  | 32 | 16 | 16  |
| 4.  | J.J. de Urquiza     | 35 | 20 | 10 | 5  | 5  | 20 | 15 | 5   |
| 5.  | Claypole            | 28 | 21 | 6  | 10 | 5  | 20 | 18 | 2   |
| 6.  | Dep. Español        | 28 | 21 | 7  | 7  | 7  | 18 | 19 | −1  |
| 7.  | Leandro N. Alem     | 27 | 20 | 8  | 3  | 9  | 21 | 20 | 1   |
| 8.  | Mercedes            | 27 | 21 | 8  | 3  | 10 | 19 | 24 | −5  |
| 9.  | Muñiz               | 23 | 20 | 5  | 8  | 7  | 11 | 13 | −2  |
| 10. | El Porvenir         | 23 | 20 | 6  | 5  | 9  | 20 | 25 | −5  |
| 11. | Atl. Lugano         | 23 | 20 | 6  | 5  | 9  | 16 | 24 | −8  |
| 12. | Def. de Cambaceres  | 21 | 20 | 6  | 3  | 11 | 16 | 24 | −8  |
| 13. | Puerto Nuevo        | 13 | 20 | 4  | 1  | 15 | 14 | 37 | −23 |

Legenda
      Squadra classificata per la finale del campionato.
      Squadre qualificate per il Torneo reducido.
      Squadra qualificata per lo spareggio disaffiliazione.
Note
Fonte: AFA
3 punti per la vittoria, 1 punto per il pareggio. A parità di punti valgono i seguenti criteri:
1a) Spareggio (solo per determinare la vincente del campionato o la squadra retrocessa);
1b) differenza reti;
2) gol fatti;
3) punti negli scontri diretti;
4) differenza reti negli scontri diretti;
5) gol fatti negli scontri diretti.

### Risultati
Dati aggiornati al 19 agosto 2025.

#### Girone di andata
| Mercedes                | 1 - 0                   | Defensores de Cambaceres | 7.3.2025                | J. J. de Urquiza         | 1 - 1             | Central Córdoba (R) | 16.3.2025         | Central Córdoba (R)              | 1 - 0                            | Muñiz                            | 22.3.2025                        |
| Ituzaingó               | 3 - 0                   | Deportivo Español        | 7.3.2025                | Claypole                 | 1 - 2             | Lugano              | 16.3.2025         | Puerto Nuevo                     | 0 - 0                            | Claypole                         | 22.3.2025                        |
| Puerto Nuevo            | 1 - 2                   | J. J. de Urquiza         | 8.3.2025                | Defensores de Cambaceres | 0 - 1             | Leandro N. Alem     | 16.3.2025         | Leandro N. Alem                  | 2 - 1                            | El Porvenir                      | 23.3.2025                        |
| Lugano                  | 1 - 0                   | Muñiz                    | 8.3.2025                | Muñiz                    | 0 - 1             | Puerto Nuevo        | 17.3.2025         | Lugano                           | 0 - 0                            | Deportivo Español                | 23.3.2025                        |
| Berazategui             | 1 - 1                   | Claypole                 | 9.3.2025                | Deportivo Español        | 1 - 1             | Berazategui         | 17.3.2025         | Mercedes                         | 0 - 1                            | J. J. de Urquiza                 | 26.3.2025                        |
| Central Córdoba (R)     | 3 - 1                   | El Porvenir              | 23.4.2025               | El Porvenir              | 2 - 1             | Mercedes            | 18.3.2025         | Berazategui                      | 0 - 1                            | Ituzaingó                        | 26.3.2025                        |
| Riposa: Leandro N. Alem | Riposa: Leandro N. Alem | Riposa: Leandro N. Alem  | Riposa: Leandro N. Alem | Riposa: Ituzaingó        | Riposa: Ituzaingó | Riposa: Ituzaingó   | Riposa: Ituzaingó | Riposa: Defensores de Cambaceres | Riposa: Defensores de Cambaceres | Riposa: Defensores de Cambaceres | Riposa: Defensores de Cambaceres |

| Claypole            | 1 - 3               | Central Córdoba (R)      | 29.3.2025           | Leandro N. Alem          | 2 - 0               | Muñiz               | 5.4.2025            | Berazategui       | 3 - 0          | Puerto Nuevo             | 12.4.2025      |
| El Porvenir         | 2 - 1               | Defensores de Cambaceres | 29.3.2025           | Central Córdoba (R)      | 3 - 1               | Deportivo Español   | 5.4.2025            | Deportivo Español | 1 - 0          | Mercedes                 | 13.4.2025      |
| Ituzaingó           | 2 - 0               | Lugano                   | 29.3.2025           | Puerto Nuevo             | 1 - 0               | Ituzaingó           | 5.4.2025            | Claypole          | 1 - 1          | Leandro N. Alem          | 13.4.2025      |
| Deportivo Español   | 2 - 0               | Puerto Nuevo             | 30.3.2025           | Lugano                   | 2 - 0               | Berazategui         | 5.4.2025            | J. J. de Urquiza  | 2 - 1          | El Porvenir              | 13.4.2025      |
| J. J. de Urquiza    | 1 - 0               | Leandro N. Alem          | 30.3.2025           | Mercedes                 | 0 - 1               | Claypole            | 5.4.2025            | Ituzaingó         | 0 - 2          | Central Córdoba (R)      | 13.4.2025      |
| Muñiz               | 0 - 0               | Mercedes                 | 31.3.2025           | Defensores de Cambaceres | 1 - 2               | J. J. de Urquiza    | 6.4.2025            | Muñiz             | 2 - 0          | Defensores de Cambaceres | 14.4.2025      |
| Riposa: Berazategui | Riposa: Berazategui | Riposa: Berazategui      | Riposa: Berazategui | Riposa: El Porvenir      | Riposa: El Porvenir | Riposa: El Porvenir | Riposa: El Porvenir | Riposa: Lugano    | Riposa: Lugano | Riposa: Lugano           | Riposa: Lugano |

| El Porvenir              | 2 - 0                   | Muñiz                   | 18.4.2025               | Ituzaingó            | 2 - 1                | Leandro N. Alem          | 25.4.2025            | Leandro N. Alem          | 0 - 1         | Berazategui       | 2.5.2025      |
| Mercedes                 | 1 - 0                   | Ituzaingó               | 18.4.2025               | Lugano               | 1 - 3                | Central Córdoba (R)      | 26.4.2025            | Defensores de Cambaceres | 0 - 0         | Ituzaingó         | 2.5.2025      |
| Central Córdoba (R)      | 4 - 1                   | Berazategui             | 19.4.2025               | Claypole             | 4 - 2                | El Porvenir              | 26.4.2025            | Mercedes                 | 1 - 1         | Lugano            | 2.5.2025      |
| Puerto Nuevo             | 1 - 0                   | Lugano                  | 19.4.2025               | Muñiz                | 1 - 1                | J. J. de Urquiza         | 27.4.2025            | J. J. de Urquiza         | 1 - 2         | Claypole          | 3.5.2025      |
| Leandro N. Alem          | 2 - 0                   | Deportivo Español       | 20.4.2025               | Berazategui          | 3 - 1                | Mercedes                 | 27.4.2025            | El Porvenir              | 0 - 1         | Deportivo Español | 3.5.2025      |
| Defensores de Cambaceres | 2 - 1                   | Claypole                | 20.4.2025               | Deportivo Español    | 2 - 0                | Defensores de Cambaceres | 28.4.2025            | Central Córdoba (R)      | 2 - 1         | Puerto Nuevo      | 4.5.2025      |
| Riposa: J.J. de Urquiza  | Riposa: J.J. de Urquiza | Riposa: J.J. de Urquiza | Riposa: J.J. de Urquiza | Riposa: Puerto Nuevo | Riposa: Puerto Nuevo | Riposa: Puerto Nuevo     | Riposa: Puerto Nuevo | Riposa: Muñiz            | Riposa: Muñiz | Riposa: Muñiz     | Riposa: Muñiz |

| Ituzaingó                   | 2 - 1                       | El Porvenir                 | 10.5.2025                   | Defensores de Cambaceres | 2 - 0            | Lugano              | 20.5.2025        | Puerto Nuevo        | 1 - 2            | Defensores de Cambaceres | 24.5.2025        |
| Puerto Nuevo                | 1 - 2                       | Mercedes                    | 11.5.2025                   | J. J. de Urquiza         | 0 - 1            | Ituzaingó           | 20.5.2025        | Ituzaingó           | 0 - 0            | Muñiz                    | 24.5.2025        |
| Lugano                      | 0 - 2                       | Leandro N. Alem             | 11.5.2025                   | El Porvenir              | 0 - 1            | Berazategui         | 20.5.2025        | Deportivo Español   | 0 - 0            | Claypole                 | 24.5.2025        |
| Berazategui                 | 2 - 0                       | Defensores de Cambaceres    | 11.5.2025                   | Leandro N. Alem          | 2 - 3            | Puerto Nuevo        | 20.5.2025        | Central Córdoba (R) | 0 - 1            | Leandro N. Alem          | 25.5.2025        |
| Deportivo Español           | 3 - 0                       | J. J. de Urquiza            | 13.5.2025                   | Muñiz                    | 0 - 0            | Deportivo Español   | 21.5.2025        | Lugano              | 2 - 0            | El Porvenir              | 25.5.2025        |
| Claypole                    | 0 - 0                       | Muñiz                       | 13.5.2025                   | Mercedes                 | 0 - 3            | Central Córdoba (R) | 5.6.2025         | Berazategui         | 1 - 0            | J. J. de Urquiza         | 25.5.2025        |
| Riposa: Central Córdoba (R) | Riposa: Central Córdoba (R) | Riposa: Central Córdoba (R) | Riposa: Central Córdoba (R) | Riposa: Claypole         | Riposa: Claypole | Riposa: Claypole    | Riposa: Claypole | Riposa: Mercedes    | Riposa: Mercedes | Riposa: Mercedes         | Riposa: Mercedes |

| 13ª giornata              | 13ª giornata | 13ª giornata        | 13ª giornata |
| Locali                    | R            | Ospiti              | Giorno       |
| ------------------------- | ------------ | ------------------- | ------------ |
| El Porvenir               | 3 - 1        | Puerto Nuevo        | 31.5.2025    |
| Defensores de Cambaceres  | 2 - 1        | Central Córdoba (R) | 31.5.2025    |
| Leandro N. Alem           | 1 - 2        | Mercedes            | 31.5.2025    |
| Claypole                  | 0 - 1        | Ituzaingó           | 1.6.2025     |
| Muñiz                     | 1 - 0        | Berazategui         | 1.6.2025     |
| J. J. de Urquiza          | 3 - 1        | Lugano              | 1.6.2025     |
| Riposa: Deportivo Español |              |                     |              |

#### Girone di ritorno
| Defensores de Cambaceres | 2 - 1                   | Mercedes                | 20.6.2025               | Mercedes            | 0 - 0             | El Porvenir              | 27.6.2025         | Ituzaingó                        | 2 - 1                            | Berazategui                      | 4.7.2025                         |
| Deportivo Español        | 0 - 0                   | Ituzaingó               | 21.6.2025               | Leandro N. Alem     | 0 - 1             | Defensores de Cambaceres | 28.6.2025         | J. J. de Urquiza                 | 0 - 1                            | Mercedes                         | 5.7.2025                         |
| El Porvenir              | 0 - 0                   | Central Córdoba (R)     | 21.6.2025               | Berazategui         | 1 - 0             | Deportivo Español        | 28.6.2025         | El Porvenir                      | 0 - 3                            | Leandro N. Alem                  | 6.7.2025                         |
| J. J. de Urquiza         | 2 - 0                   | Puerto Nuevo            | 22.6.2025               | Lugano              | 0 - 0             | Claypole                 | 29.6.2025         | Muñiz                            | 1 - 0                            | Central Córdoba (R)              | 7.7.2025                         |
| Muñiz                    | 1 - 1                   | Lugano                  | 22.6.2025               | Puerto Nuevo        | 0 - 1             | Muñiz                    | 29.6.2025         | Deportivo Español                | 1 - 2                            | Lugano                           | 7.7.2025                         |
| Claypole                 | 0 - 0                   | Berazategui             | 22.6.2025               | Central Córdoba (R) | 0 - 1             | J. J. de Urquiza         | 30.6.2025         | Claypole                         | 4 - 1                            | Puerto Nuevo                     | 8.7.2025                         |
| Riposa: Leandro N. Alem  | Riposa: Leandro N. Alem | Riposa: Leandro N. Alem | Riposa: Leandro N. Alem | Riposa: Ituzaingó   | Riposa: Ituzaingó | Riposa: Ituzaingó        | Riposa: Ituzaingó | Riposa: Defensores de Cambaceres | Riposa: Defensores de Cambaceres | Riposa: Defensores de Cambaceres | Riposa: Defensores de Cambaceres |

| Puerto Nuevo             | 1 - 2               | Deportivo Español   | 12.7.2025           | Ituzaingó           | 3 - 0               | Puerto Nuevo             | 18.7.2025           | Defensores de Cambaceres | 0 - 2          | Muñiz             | 26.7.2025      |
| Lugano                   | 1 - 2               | Ituzaingó           | 12.7.2025           | Muñiz               | 0 - 1               | Leandro N. Alem          | 19.7.2025           | Central Córdoba (R)      | 0 - 0          | Ituzaingó         | 27.7.2025      |
| Mercedes                 | 1 - 0               | Muñiz               | 12.7.2025           | Berazategui         | 3 - 0               | Lugano                   | 20.7.2025           | Mercedes                 | 3 - 0          | Deportivo Español | 27.7.2025      |
| Leandro N. Alem          | 0 - 1               | J. J. de Urquiza    | 13.7.2025           | J. J. de Urquiza    | 2 - 1               | Defensores de Cambaceres | 20.7.2025           | Puerto Nuevo             | 0 - 4          | Berazategui       | 27.7.2025      |
| Defensores de Cambaceres | 0 - 1               | El Porvenir         | 13.7.2025           | Deportivo Español   | 3 - 0               | Central Córdoba (R)      | 21.7.2025           | Leandro N. Alem          | 0 - 1          | Claypole          | 27.7.2025      |
| Central Córdoba (R)      | 3 - 0               | Claypole            | 13.7.2025           | Claypole            | 2 - 0               | Mercedes                 | 22.7.2025           | El Porvenir              | 0 - 0          | J. J. de Urquiza  | 27.7.2025      |
| Riposa: Berazategui      | Riposa: Berazategui | Riposa: Berazategui | Riposa: Berazategui | Riposa: El Porvenir | Riposa: El Porvenir | Riposa: El Porvenir      | Riposa: El Porvenir | Riposa: Lugano           | Riposa: Lugano | Riposa: Lugano    | Riposa: Lugano |

| Ituzaingó                | 3 - 2                    | Mercedes                 | 1.8.2025                 | Mercedes                 | 1 - 3                | Berazategui          | 8.8.2025             | Ituzaingó         | 1 - 0         | Defensores de Cambaceres | 15.8.2025     |
| Deportivo Español        | 0 - 0                    | Leandro N. Alem          | 2.8.2025                 | Central Córdoba (R)      | 1 - 1                | Lugano               | 9.8.2025             | Berazategui       | 5 - 1         | Leandro N. Alem          | 16.8.2025     |
| Lugano                   | 1 - 0                    | Puerto Nuevo             | 3.8.2025                 | Defensores de Cambaceres | 1 - 1                | Deportivo Español    | 9.8.2025             | Puerto Nuevo      | 1 - 2         | Central Córdoba (R)      | 16.8.2025     |
| Berazategui              | 1 - 1                    | Central Córdoba (R)      | 4.8.2025                 | Leandro N. Alem          | 1 - 1                | Ituzaingó            | 10.8.2025            | Lugano            | 0 - 1         | Mercedes                 | 17.8.2025     |
| Muñiz                    | 2 - 2                    | El Porvenir              | 5.8.2025                 | El Porvenir              | 0 - 0                | Claypole             | 10.8.2025            | Claypole          | 0 - 0         | J. J. de Urquiza         | 18.8.2025     |
| Claypole                 | 1 - 1                    | Defensores de Cambaceres | 5.8.2025                 | J. J. de Urquiza         | 0 - 0                | Muñiz                | 10.8.2025            | Deportivo Español | 0 - 2         | El Porvenir              | 18.8.2025     |
| Riposa: J. J. de Urquiza | Riposa: J. J. de Urquiza | Riposa: J. J. de Urquiza | Riposa: J. J. de Urquiza | Riposa: Puerto Nuevo     | Riposa: Puerto Nuevo | Riposa: Puerto Nuevo | Riposa: Puerto Nuevo | Riposa: Muñiz     | Riposa: Muñiz | Riposa: Muñiz            | Riposa: Muñiz |

| Mercedes                    |                             | Puerto Nuevo                | 22.8.2025                   |         |         |         |         |         |         |         |         |
| El Porvenir                 |                             | Ituzaingó                   | 23.8.2025                   |         |         |         |         |         |         |         |         |
| Leandro N. Alem             |                             | Lugano                      | 24.8.2025                   |         |         |         |         |         |         |         |         |
| Defensores de Cambaceres    |                             | Berazategui                 | 24.8.2025                   |         |         |         |         |         |         |         |         |
| J. J. de Urquiza            |                             | Deportivo Español           | 24.8.2025                   |         |         |         |         |         |         |         |         |
| Muñiz                       |                             | Claypole                    | 26.8.2025                   |         |         |         |         |         |         |         |         |
| Riposa: Central Córdoba (R) | Riposa: Central Córdoba (R) | Riposa: Central Córdoba (R) | Riposa: Central Córdoba (R) | Riposa: | Riposa: | Riposa: | Riposa: | Riposa: | Riposa: | Riposa: | Riposa: |

## Zona B
Dati aggiornati al 19 agosto 2025.

### Classifica
| Pos | Squadra             | Pt | G  | V  | N  | P  | GF | GS | DR  |
| --- | ------------------- | -- | -- | -- | -- | -- | -- | -- | --- |
| 1.  | Camioneros          | 46 | 22 | 13 | 7  | 2  | 28 | 8  | 20  |
| 2.  | Luján               | 44 | 22 | 12 | 8  | 2  | 28 | 11 | 17  |
| 3.  | Estrella del Sur    | 39 | 22 | 10 | 9  | 3  | 23 | 15 | 8   |
| 4.  | Argentino (R)       | 35 | 22 | 9  | 8  | 5  | 24 | 19 | 5   |
| 5.  | Sp. Barracas        | 34 | 22 | 9  | 7  | 6  | 26 | 19 | 7   |
| 6.  | Juventud Unida (SM) | 31 | 22 | 8  | 7  | 7  | 23 | 19 | 4   |
| 7.  | Gen. Lamadrid       | 28 | 22 | 7  | 7  | 8  | 28 | 26 | 2   |
| 8.  | Atlas               | 26 | 22 | 7  | 5  | 10 | 27 | 41 | −14 |
| 9.  | Centro Español      | 24 | 22 | 6  | 6  | 10 | 26 | 24 | 2   |
| 10. | Cañuelas            | 22 | 22 | 4  | 10 | 8  | 15 | 20 | −5  |
| 11. | Dep. Paraguayo      | 22 | 22 | 5  | 7  | 10 | 15 | 25 | −10 |
| 12. | Victoriano Arenas   | 21 | 22 | 5  | 6  | 11 | 18 | 31 | −13 |
| 13. | Yupanqui            | 19 | 22 | 4  | 7  | 11 | 21 | 32 | −11 |
| 14. | Central Ballester   | 19 | 22 | 3  | 10 | 9  | 17 | 29 | −12 |

Legenda
      Squadra classificata per la finale del campionato.
      Squadre qualificate per il Torneo reducido.
      Squadra qualificata per lo spareggio disaffiliazione.
Note
Fonte: AFA
3 punti per la vittoria, 1 punto per il pareggio. A parità di punti valgono i seguenti criteri:
1a) Spareggio (solo per determinare la vincente del campionato o la squadra retrocessa);
1b) differenza reti;
2) gol fatti;
3) punti negli scontri diretti;
4) differenza reti negli scontri diretti;
5) gol fatti negli scontri diretti.

### Risultati
Dati aggiornati al 19 agosto 2025.

#### Girone di andata
| Cañuelas          | 0 - 1 | Luján                | 8.3.2025  | Juventud Unida       | 3 - 1 | General Lamadrid  | 15.3.2025 | Cañuelas          | 2 - 0 | Deportivo Paraguayo  | 22.3.2025 |
| General Lamadrid  | 3 - 1 | Centro Español       | 8.3.2025  | Yupanqui             | 0 - 0 | Estrella del Sur  | 15.3.2025 | Victoriano Arenas | 1 - 3 | Atlas                | 22.3.2025 |
| Estrella del Sur  | 0 - 2 | Juventud Unida       | 8.3.2025  | Camioneros           | 1 - 0 | Sportivo Barracas | 15.3.2025 | Central Ballester | 0 - 1 | Luján                | 22.3.2025 |
| Victoriano Arenas | 1 - 2 | Argentino de Rosario | 9.3.2025  | Argentino de Rosario | 0 - 0 | Central Ballester | 15.3.2025 | Centro Español    | 0 - 1 | Juventud Unida       | 22.3.2025 |
| Central Ballester | 1 - 1 | Deportivo Camioneros | 10.3.2025 | Luján                | 3 - 1 | Victoriano Arenas | 16.3.2025 | Sportivo Barracas | 0 - 1 | Argentino de Rosario | 23.3.2025 |
| Sportivo Barracas | 1 - 0 | Yupanqui             | 10.3.2025 | Atlas                | 0 - 0 | Cañuelas          | 16.3.2025 | General Lamadrid  | 0 - 0 | Yupanqui             | 23.3.2025 |
| Atlas             | 3 - 2 | Deportivo Paraguayo  | 10.3.2025 | Deportivo Paraguayo  | 0 - 0 | Centro Español    | 17.3.2025 | Estrella del Sur  | 0 - 0 | Camioneros           | 23.3.2025 |

| Yupanqui             | 1 - 3 | Centro Español    | 29.3.2025 | Victoriano Arenas | 3 - 0 | Deportivo Paraguayo  | 5.4.2025 | Deportivo Paraguayo  | 1 - 2 | Yupanqui          | 12.4.2025 |
| Argentino de Rosario | 1 - 2 | Estrella del Sur  | 29.3.2025 | Central Ballester | 2 - 0 | Cañuelas             | 6.4.2025 | Cañuelas             | 1 - 3 | Sportivo Barracas | 12.4.2025 |
| Atlas                | 1 - 0 | Central Ballester | 29.3.2025 | Estrella del Sur  | 0 - 0 | Luján                | 6.4.2025 | Victoriano Arenas    | 0 - 0 | Central Ballester | 12.4.2025 |
| Deportivo Camioneros | 2 - 1 | General Lamadrid  | 29.3.2025 | Juventud Unida    | 1 - 1 | Yupanqui             | 6.4.2025 | Deportivo Camioneros | 0 - 1 | Juventud Unida    | 13.4.2025 |
| Luján                | 3 - 0 | Sportivo Barracas | 30.3.2025 | General Lamadrid  | 3 - 1 | Argentino de Rosario | 7.4.2025 | Luján                | 1 - 1 | General Lamadrid  | 13.4.2025 |
| Cañuelas             | 1 - 1 | Victoriano Arenas | 30.3.2025 | Sportivo Barracas | 2 - 2 | Atlas                | 7.4.2025 | Atlas                | 2 - 4 | Estrella del Sur  | 13.4.2025 |
| Deportivo Paraguayo  | 1 - 0 | Juventud Unida    | 31.3.2025 | Centro Español    | 0 - 3 | Deportivo Camioneros | 7.4.2025 | Argentino de Rosario | 1 - 0 | Centro Español    | 14.4.2025 |

| Juventud Unida    | 0 - 1 | Argentino de Rosario | 18.4.2025 | Deportivo Paraguayo  | 0 - 3 | Deportivo Camioneros | 26.4.2025 | Yupanqui             | 1 - 2 | Luján                | 2.5.2025 |
| Yupanqui          | 0 - 2 | Deportivo Camioneros | 19.4.2025 | Victoriano Arenas    | 0 - 0 | Estrella del Sur     | 26.4.2025 | Centro Español       | 1 - 1 | Cañuelas             | 2.5.2025 |
| Estrella del Sur  | 1 - 0 | Cañuelas             | 20.4.2025 | Argentino de Rosario | 2 - 2 | Yupanqui             | 26.4.2025 | Estrella del Sur     | 1 - 1 | Central Ballester    | 3.5.2025 |
| General Lamadrid  | 1 - 1 | Atlas                | 20.4.2025 | Luján                | 1 - 1 | Juventud Unida       | 27.4.2025 | Juventud Unida       | 2 - 1 | Atlas                | 3.5.2025 |
| Sportivo Barracas | 2 - 0 | Victoriano Arenas    | 22.4.2025 | Atlas                | 1 - 1 | Centro Español       | 27.4.2025 | Deportivo Camioneros | 2 - 0 | Argentino de Rosario | 3.5.2025 |
| Centro Español    | 1 - 2 | Luján                | 22.4.2025 | Cañuelas             | 2 - 1 | General Lamadrid     | 27.4.2025 | Sportivo Barracas    | 0 - 0 | Deportivo Paraguayo  | 5.5.2025 |
| Central Ballester | 3 - 1 | Deportivo Paraguayo  | 22.4.2025 | Central Ballester    | 0 - 0 | Sportivo Barracas    | 27.4.2025 | General Lamadrid     | 0 - 2 | Victoriano Arenas    | 6.5.2025 |

| Deportivo Paraguayo | 1 - 1 | Argentino de Rosario | 10.5.2025 | Juventud Unida       | 0 - 1 | Victoriano Arenas   | 20.5.2025 | Victoriano Arenas   | 0 - 2 | Yupanqui             | 24.5.2025 |
| Cañuelas            | 2 - 0 | Juventud Unida       | 10.5.2025 | Yupanqui             | 1 - 1 | Cañuelas            | 20.5.2025 | Cañuelas            | 0 - 0 | Deportivo Camioneros | 24.5.2025 |
| Luján               | 0 - 1 | Deportivo Camioneros | 11.5.2025 | Deportivo Camioneros | 4 - 1 | Atlas               | 20.5.2025 | Deportivo Paraguayo | 1 - 0 | Luján                | 24.5.2025 |
| Atlas               | 1 - 4 | Yupanqui             | 11.5.2025 | Argentino de Rosario | 0 - 0 | Luján               | 20.5.2025 | Atlas               | 1 - 0 | Argentino de Rosario | 25.5.2025 |
| Victoriano Arenas   | 3 - 1 | Centro Español       | 11.5.2025 | Centro Español       | 3 - 1 | Central Ballester   | 20.5.2025 | Sportivo Barracas   | 0 - 0 | Centro Español       | 26.5.2025 |
| Central Ballester   | 2 - 0 | General Lamadrid     | 11.5.2025 | General Lamadrid     | 1 - 1 | Sportivo Barracas   | 20.5.2025 | Estrella del Sur    | 1 - 0 | General Lamadrid     | 26.5.2025 |
| Sportivo Barracas   | 2 - 0 | Estrella del Sur     | 12.5.2025 | Estrella del Sur     | 2 - 1 | Deportivo Paraguayo | 21.5.2025 | Central Ballester   | 0 - 3 | Juventud Unida       | tav.      |

| 13ª giornata         | 13ª giornata | 13ª giornata        | 13ª giornata |
| Locali               | R            | Ospiti              | Giorno       |
| -------------------- | ------------ | ------------------- | ------------ |
| Juventud Unida       | 1 - 3        | Sportivo Barracas   | 31.5.2025    |
| Yupanqui             | 4 - 1        | Central Ballester   | 31.5.2025    |
| Deportivo Camioneros | 2 - 0        | Victoriano Arenas   | 31.5.2025    |
| Argentino de Rosario | 1 - 1        | Cañuelas            | 31.5.2025    |
| General Lamadrid     | 0 - 2        | Deportivo Paraguayo | 1.6.2025     |
| Luján                | 3 - 1        | Atlas               | 1.6.2025     |
| Centro Español       | 1 - 2        | Estrella del Sur    | 2.6.2025     |

#### Girone di ritorno
| Yupanqui             | 1 - 1 | Sportivo Barracas | 20.6.2025 | Centro Español    | 0 - 1 | Deportivo Paraguayo  | 28.6.2025 | Argentino de Rosario | 1 - 0 | Sportivo Barracas | 5.7.2025 |
| Juventud Unida       | 1 - 1 | Estrella del Sur  | 21.6.2025 | Estrella del Sur  | 1 - 0 | Yupanqui             | 28.6.2025 | Deportivo Camioneros | 0 - 0 | Estrella del Sur  | 5.7.2025 |
| Deportivo Camioneros | 0 - 0 | Central Ballester | 21.6.2025 | Victoriano Arenas | 0 - 3 | Luján                | 28.6.2025 | Yupanqui             | 1 - 2 | General Lamadrid  | 5.7.2025 |
| Argentino de Rosario | 1 - 0 | Victoriano Arenas | 21.6.2025 | Cañuelas          | 2 - 1 | Atlas                | 28.6.2025 | Deportivo Paraguayo  | 0 - 0 | Cañuelas          | 5.7.2025 |
| Luján                | 0 - 0 | Cañuelas          | 21.6.2025 | General Lamadrid  | 2 - 0 | Juventud Unida       | 29.6.2025 | Luján                | 3 - 1 | Central Ballester | 6.7.2025 |
| Centro Español       | 0 - 0 | General Lamadrid  | 21.6.2025 | Sportivo Barracas | 2 - 2 | Deportivo Camioneros | 30.6.2025 | Juventud Unida       | 2 - 2 | Centro Español    | 6.7.2025 |
| Deportivo Paraguayo  | 2 - 1 | Atlas             | 23.6.2025 | Central Ballester | 0 - 2 | Argentino de Rosario | 30.6.2025 | Atlas                | 3 - 2 | Victoriano Arenas | 8.7.2025 |

| General Lamadrid  | 0 - 1 | Deportivo Camioneros | 11.7.2025 | Yupanqui             | 0 - 2 | Juventud Unida    | 19.7.2025 | Yupanqui          | 1 - 1 | Deportivo Paraguayo  | 26.7.2025 |
| Juventud Unida    | 2 - 0 | Deportivo Paraguayo  | 12.7.2025 | Cañuelas             | 0 - 0 | Central Ballester | 19.7.2025 | Juventud Unida    | 0 - 0 | Deportivo Camioneros | 26.7.2025 |
| Centro Español    | 3 - 0 | Yupanqui             | 12.7.2025 | Luján                | 0 - 0 | Estrella del Sur  | 19.7.2025 | General Lamadrid  | 1 - 1 | Luján                | 26.7.2025 |
| Victoriano Arenas | 0 - 0 | Cañuelas             | 13.7.2025 | Argentino de Rosario | 2 - 2 | General Lamadrid  | 19.7.2025 | Estrella del Sur  | 1 - 2 | Atlas                | 27.7.2025 |
| Central Ballester | 0 - 0 | Atlas                | 13.7.2025 | Deportivo Camioneros | 1 - 0 | Centro Español    | 19.7.2025 | Central Ballester | 2 - 2 | Victoriano Arenas    | 27.7.2025 |
| Estrella del Sur  | 0 - 0 | Argentino de Rosario | 14.7.2025 | Deportivo Paraguayo  | 0 - 0 | Victoriano Arenas | 19.7.2025 | Centro Español    | 3 - 0 | Argentino de Rosario | 28.7.2025 |
| Sportivo Barracas | 1 - 2 | Luján                | 14.7.2025 | Atlas                | 0 - 2 | Sportivo Barracas | 22.7.2025 | Sportivo Barracas | 1 - 0 | Cañuelas             | 28.7.2025 |

| Argentino de Rosario | 1 - 1 | Juventud Unida    | 2.8.2025 | Juventud Unida       | 0 - 0 | Luján                | 9.8.2025  | Deportivo Paraguayo  | 0 - 1 | Sportivo Barracas    | 15.8.2025 |
| Deportivo Paraguayo  | 1 - 1 | Central Ballester | 2.8.2025 | Yupanqui             | 0 - 4 | Argentino de Rosario | 9.8.2025  | Cañuelas             | 0 - 1 | Centro Español       | 16.8.2025 |
| Deportivo Camioneros | 2 - 0 | Yupanqui          | 2.8.2025 | Deportivo Camioneros | 1 - 0 | Deportivo Paraguayo  | 9.8.2025  | Atlas                | 1 - 0 | Juventud Unida       | 16.8.2025 |
| Luján                | 1 - 0 | Centro Español    | 2.8.2025 | Centro Español       | 5 - 0 | Atlas                | 9.8.2025  | Luján                | 1 - 0 | Yupanqui             | 16.8.2025 |
| Victoriano Arenas    | 1 - 0 | Sportivo Barracas | 2.8.2025 | Estrella del Sur     | 2 - 1 | Victoriano Arenas    | 10.8.2025 | Argentino de Rosario | 2 - 0 | Deportivo Camioneros | 17.8.2025 |
| Cañuelas             | 1 - 3 | Estrella del Sur  | 3.8.2025 | General Lamadrid     | 2 - 1 | Cañuelas             | 11.8.2025 | Victoriano Arenas    | 0 - 4 | General Lamadrid     | 17.8.2025 |
| Atlas                | 1 - 3 | General Lamadrid  | 3.8.2025 | Sportivo Barracas    | 4 - 2 | Central Ballester    | 11.8.2025 | Central Ballester    | 0 - 2 | Estrella del Sur     | 18.8.2025 |

| Argentino de Rosario |  | Deportivo Paraguayo | 22.8.2025 |  |  |  |  |  |  |  |  |
| Deportivo Camioneros |  | Luján               | 23.8.2025 |  |  |  |  |  |  |  |  |
| Juventud Unida       |  | Cañuelas            | 23.8.2025 |  |  |  |  |  |  |  |  |
| Centro Español       |  | Victoriano Arenas   | 23.8.2025 |  |  |  |  |  |  |  |  |
| General Lamadrid     |  | Central Ballester   | 23.8.2025 |  |  |  |  |  |  |  |  |
| Estrella del Sur     |  | Sportivo Barracas   | 24.8.2025 |  |  |  |  |  |  |  |  |
| Yupanqui             |  | Atlas               | 24.8.2025 |  |  |  |  |  |  |  |  |

## Statistiche
Dati aggiornati al 1 luglio 2025.

### Classifica marcatori
| Gol |  |  | Giocatore        | Squadra             |
| --- |  |  | ---------------- | ------------------- |
| 8   |  |  | Rodrigo Giorno   | Dep. Camioneros     |
| 7   |  |  | Ignacio Huguenet | Dep. Camioneros     |
| 6   |  |  | Gonzalo Gómez    | Central Córdoba (R) |
| 6   |  |  | Joaquín Tonet    | Leandro N. Alem     |
| 6   |  |  | Rodrigo Sánchez  | Leandro N. Alem     |
| 6   |  |  | Tomás Ramírez    | Central Córdoba (R) |